# Neoantistea maxima
Neoantistea maxima là một loài nhện trong họ Hahniidae.
Loài này thuộc chi Neoantistea. Neoantistea maxima được Lodovico di Caporiacco miêu tả năm 1935.